# Eishockey-Europapokal 1967/68
Der Eishockey-Europapokal in der Saison 1967/68 war die dritte Austragung des gleichnamigen Wettbewerbs durch die Internationale Eishockey-Föderation IIHF. Der Wettbewerb begann im Oktober 1967 und endete mit dem Finale am 6. April 1968. Insgesamt nahmen 16 Mannschaften aus 15 Nationen daran teil. Der tschechoslowakische Titelverteidiger TJ ZKL Brno konnte den Titel zum dritten und letzten Mal gewinnen; im Finale besiegte das Team den tschechoslowakischen Meister ASD Dukla Jihlava.

## Modus und Teilnehmer
Die Landesmeister des Spieljahres 1966/67 der europäischen Mitglieder der IIHF sowie der Titelverteidiger TJ ZKL Brno waren für den Wettbewerb qualifiziert. Da Brno in der Vorsaison nicht tschechoslowakischer Meister geworden war, nahmen erstmals zwei Mannschaften aus einem Land an diesem Wettbewerb teil.
Der Wettbewerb wurde im K.-o.-System ausgetragen. Ab diesem Jahr wurden in jeder Runde nur noch Hin- und Rückspiel gespielt statt zuvor insgesamt vier Spielen. Der Titelverteidiger Brno sowie Dukla Jihlava waren für das Halbfinale gesetzt. Zwei weitere Vereine erhielten in der ersten Runde ein Freilos.
| - SG Cortina d’Ampezzo - Chamonix Hockey Club - Ferencváros Budapest - ZSKA Sofia - EC Klagenfurter AC - EHC Kloten - Legia Warschau - Gladsaxe SF Kopenhagen | - HK Jesenice - Vålerenga IF Oslo - Ässät Pori - Düsseldorfer EG - SC Dynamo Berlin - Brynäs IF Gävle - TJ ZKL Brno (Titelverteidiger; gesetzt für das Halbfinale) - ASD Dukla Jihlava (gesetzt für das Halbfinale) |

## Turnier

### 1. Runde
Die Spiele fanden im Oktober und November 1967 statt.
|                        |                      | Gesamt             | 1. Spiel           | 2. Spiel           |
| ---------------------- | -------------------- | ------------------ | ------------------ | ------------------ |
| Ässät Pori             | Legia Warschau       | 12:5               | 6:3                | 6:2                |
| Gladsaxe SF Kopenhagen | Vålerenga IF Oslo    | 2:27               | 1:12               | 1:151              |
| Düsseldorfer EG        | Chamonix Hockey Club | 16:5               | 8:2                | 8:32               |
| ZSKA Sofia             | HK Jesenice          | 6:13               | 3:5                | 3:8                |
| Klagenfurter AC        | Ferencváros Budapest | 10:5               | 6:2                | 4:33               |
| EHC Kloten             | SG Cortina d’Ampezzo | Cortina verzichtet | Cortina verzichtet | Cortina verzichtet |

Freilos erhielten:  SC Dynamo Berlin,  Brynäs IF Gävle
1Beide Spiele in Kopenhagen

2Beide Spiele am 13. und 14. Oktober 1967 in Düsseldorf

3Spieltermine: 10. und 18. November 1967

### 2. Runde
Die Spiele fanden im November und Dezember 1967 statt.
|                 |                   | Gesamt | 1. Spiel | 2. Spiel              |
| --------------- | ----------------- | ------ | -------- | --------------------- |
| Ässät Pori      | Vålerenga IF Oslo | 15:5   | 7:2      | 8:34                  |
| Düsseldorfer EG | HK Jesenice       | 7:11   | 4:4      | 3:7                   |
| Brynäs IF Gävle | SC Dynamo Berlin  | 7:9    | 4:3      | 3:4 n. V. → 0:2 n. P. |
| EHC Kloten      | Klagenfurter AC   | 4:11   | 4:6      | 0:55                  |

4 Beide Spiele in Pori

5 Rückspiel gewertet, Kloten trat nicht an

### 3. Runde
Die Spiele fanden im Dezember 1967 und Januar 1968 statt.
|                  |                    | Gesamt | 1. Spiel | 2. Spiel |
| ---------------- | ------------------ | ------ | -------- | -------- |
| HK Jesenice      | EC Klagenfurter AC | 7:8    | 1:3      | 6:5      |
| SC Dynamo Berlin | Ässät Pori         | 8:6    | 5:0      | 3:6      |

### Halbfinale
Der Titelverteidiger TJ ZKL Brno und der tschechoslowakische Meister HC Dukla Jihlava waren für das Halbfinale gesetzt. 
Die Spiele fanden im Januar 1968 statt.
|                    |                  | Gesamt | 1. Spiel | 2. Spiel |
| ------------------ | ---------------- | ------ | -------- | -------- |
| EC Klagenfurter AC | TJ ZKL Brno      | 10:11  | 5:6      | 5:56     |
| ASD Dukla Jihlava  | SC Dynamo Berlin | 10:5   | 5:1      | 5:4      |

6 Beide Spiele in Klagenfurt am Wörthersee

### Finale
| 3. April 1968 | TJ ZKL Brno R. Potsch R. Scheuer F. Ševčík | 3:0 (1:0, 1:0, 1:0) | ASD Dukla Jihlava | Zimní stadion Za Lužánkami, Brno |

| 6. April 1968 | ASD Dukla Jihlava J. Holík Šmíd Balun | 3:3 (0:1, 2:1, 1:1) | TJ ZKL Brno F. Ševčík J. Meixner O. Macháč | Horácký zimní stadion, Jihlava |

## Siegermannschaft
| Europapokalsieger TJ ZKL Brno | Torhüter: Josef Dvořák, Vladimír Nadrchal Verteidiger: Lubomír Hrstka, Břetislav Kocourek, Oldřich Macháč, Jaromír Meixner, Rudolf Potsch Angreifer: Josef Barta, Josef Černý, Richard Farda, Jaroslav Jiřík, Zdenék Kepák, Zdeněk Mráz, Rudolf Scheuer, František Ševčík, Karel Skopal, Ivan Stehlík, Ivo Winkler Cheftrainer: Vladimír Bouzek |